# Persicaria jucunda
Persicaria jucunda là một loài thực vật có hoa trong họ Rau răm. Loài này được (Meisn.) Yonekura & H. Ohashi miêu tả khoa học đầu tiên năm 1997.